# كودي وايت
كودي وايت (بالإنجليزية: Cody White)‏ هو لاعب كرة قدم أمريكية أمريكي، ولد في 1 يوليو 1988 في كولومبوس في الولايات المتحدة.

## وصلات خارجية
- كودي وايت على موقع مرجع كرة القدم المحترفة.كوم (الإنجليزية)